# Naäman

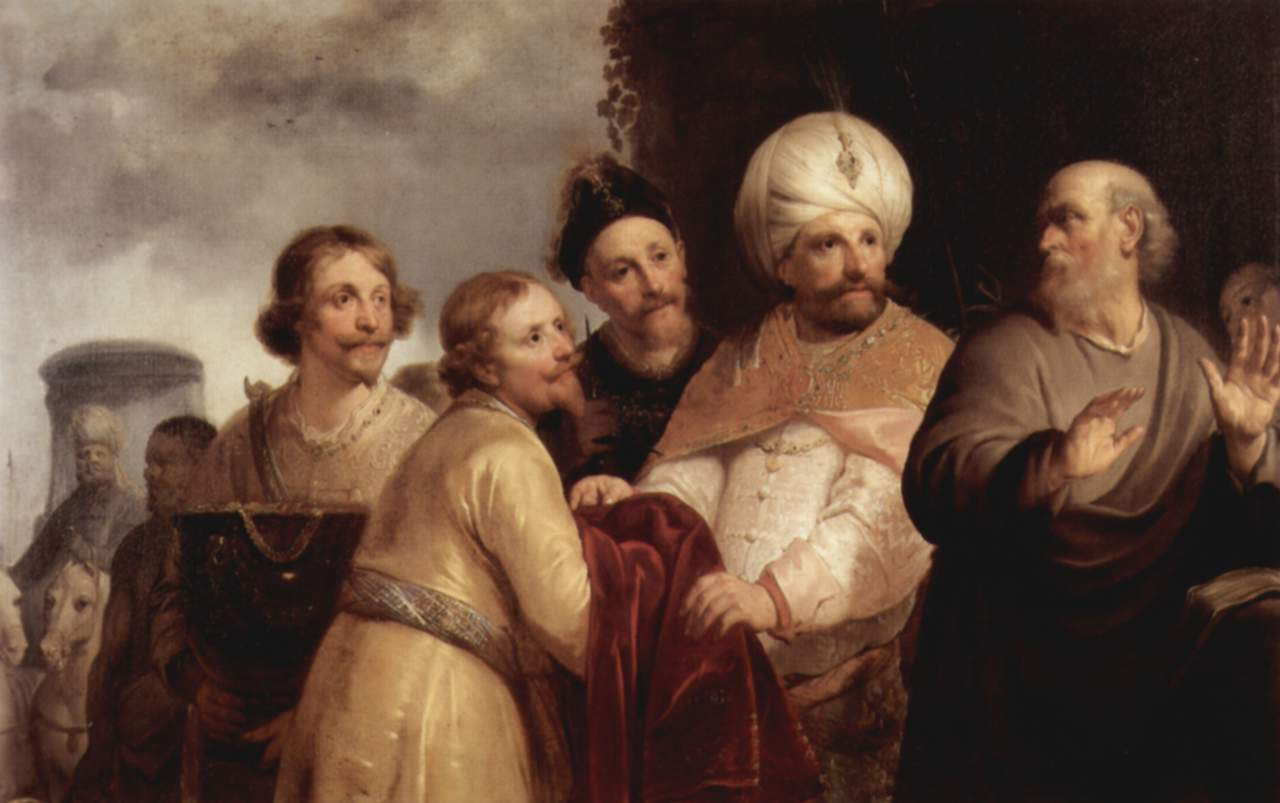
Elisa weigert de geschenken van Naäman, Pieter de Grebber, 1637 (Frans Hals Museum).

Naäman was volgens 2 Koningen 5 in de Hebreeuwse Bijbel een Aramese (Statenvertaling: Syrische) legeroverste die leed aan melaatsheid (huidvraat). Hij werd door de profeet Elisa van deze huidziekte genezen.

## Het verhaal
Ondanks zijn hoge positie in het leger van het Aramese Rijk droeg Naäman het geheim van zijn melaatsheid met zich mee. Melaatsen werden gemeden vanwege besmettingsgevaar, wat ook in de Wet van Mozes voorschriften waren. De slavin van Naämans vrouw (een anoniem jong meisje) is afkomstig uit Israël. Zij verwijst haar meester door naar de profeet Elisa. De koning van Syrië stuurt hem daarop met een brief naar de koning van Israël. Van beide koningen wordt geen naam genoemd in het verhaal. Deze leest de brief, waarin staat, dat hij moet zorgen dat Naäman genezen wordt. De koning schrikt en vraagt zich af of hij een god is, die mensen genezen kan. 
De profeet Elisa hoorde hiervan en vroeg de koning Naäman naar hem te sturen. Aangekomen bij Elisa's huis, komt Elisa niet naar buiten, maar laat zijn dienaar zeggen dat Naäman zich zeven maal moet onderdompelen in de rivier de Jordaan. Naäman wordt boos, omdat hij had verwacht dat de profeet zelf naar buiten zou komen, om hem de handen op te leggen en te genezen. Hij weigert aanvankelijk in de Jordaan te baden: "Zijn niet Abana en Farpar, de rivieren van Damaskus, beter dan alle wateren van Israël; zou ik mij in die niet kunnen wassen en rein worden?". Zijn knechten overtuigen hem door te zeggen dat hij het zeker had gedaan als de profeet iets moeilijks gevraagd had. Na zijn bad in de Jordaan is zijn huid weer gaaf als die van een kind en hij wil de profeet met geschenken bedanken.
Elisa weigert de geschenken van Naäman aan te nemen, maar Elisa's knecht Gechazi bedroog Elisa door geschenken aan te nemen van Naäman in naam van Elisa. Toen Gechazi terugkwam van zijn ontmoeting met Naäman, vroeg Elisa: "Waar ben je geweest, Gechazi?" Gechazi antwoordde: "Ik? Nergens". Vanaf dat moment werden Gechazi en zijn nageslacht getroffen door de melaatsheid waaraan Naäman leed voordat Elisa hem genas.